# Mount O’Shea
Mount O’Shea ist ein 1515 m hoher Berg im ostantarktischen Mac-Robertson-Land. Er ragt 3 km nordnordwestlich des Mount Albion im südlichen Abschnitt der Athos Range in den Prince Charles Mountains auf.
Kartografisch erfasst wurde er anhand von Luftaufnahmen, die bei der Australian National Antarctic Research Expeditions (1956–1957) entstanden. Namensgeber ist der Australier Alan J. O’Shea, assistierender Mechaniker für Dieselmotoren auf der Mawson-Station im Jahr 1964.